# Paul Hermann Ritterstädt
Paul Hermann Ritterstädt (* 11. März 1841 in Pirna; † 26. März 1924 in Dresden) war ein deutscher Jurist und höherer sächsischer Staatsbeamter. Er war Geheimer Rat und Ministerialdirektor im Königlich Sächsischen Finanzministerium – vergleichbar mit der späteren Stellung eines Staatssekretärs.

## Leben und Wirken
Er war der Sohn des Pirnaer Bürgermeisters Paul August Ritterstädt und schlug nach dem Besuch der Fürstenschule St. Afra in Meißen eine juristische Ausbildung ein. An der Universität Leipzig studierte er Rechts- und Kameralwissenschaften. Nach Beendigung des Studiums war er auf einer advokatorischen Expedition sowie in vier sächsischen Gerichtsämtern tätig und promovierte inzwischen auch zum Dr. jur.
Nach einer weiteren Beschäftigung als Auditor beim Königlich Sächsischen Appellationsgericht Dresden sowie als Assessor und Mitglied des Bezirksgerichts Dresden trat er am 1. September 1871 zur Königlich Sächsischen Generaldirektion der Staatsbahnen über, wo er am 1. September 1876 zum Direktionsrat (Finanzrat) aufrückte. Am 15. Oktober 1876 wurde Ritterstädt als Hilfsarbeiter in das Königlich Sächsische Finanzministerium berufen und am 1. Mai 1880 zum Vortragenden Rat mit dem Titel und Rang eines Geheimen Finanzrates befördert. Am 16. April 1898 wurde ihm vom König von Sachsen Titel und Rang eines Geheimen Rats verliehen und am 1. Juni 1899 erfolgte seine Ernennung zum Ministerialdirektor und Leiter der III. Abteilung des Finanzministeriums. 1907 ging er in Pension und starb 1927 in Dresden.

## Ehrungen (Auswahl)
- 1885: Königlich Preußischer Kronenorden 2. Klasse
- 1887: Komturkreuz 2. Klasse des Sachsen-Ernestinischen Hausordens
- 1887: Ritterkreuz 1. Klasse des Königlich Sächsischen Verdienstordens
- 1893: Komturkreuz 2. Klasse des Königlich Sächsischen Albrechtsordens
- 1896: Königlich Preußischer Rother-Adler-Orden 2. Klasse
- 1899: Komturkreuz mit dem Stern des Kaiserlich Österreichischen Franz-Joseph-Ordens
- 1900: Komturkreuz des Königlich Sächsischen Verdienstordens 2. Klasse
- 1907: Stern zum Komturkreuz des Königlich-Sächsischen Verdienstordens 1. Klasse